# Bleik
Bleik är en tätort i Andøy kommun i Nordland fylke i norra Norge. Orten ligger vid fylkesväg 7702, på den västra sidan av ön Andøya, sydväst om kommunens centralort Andenes.

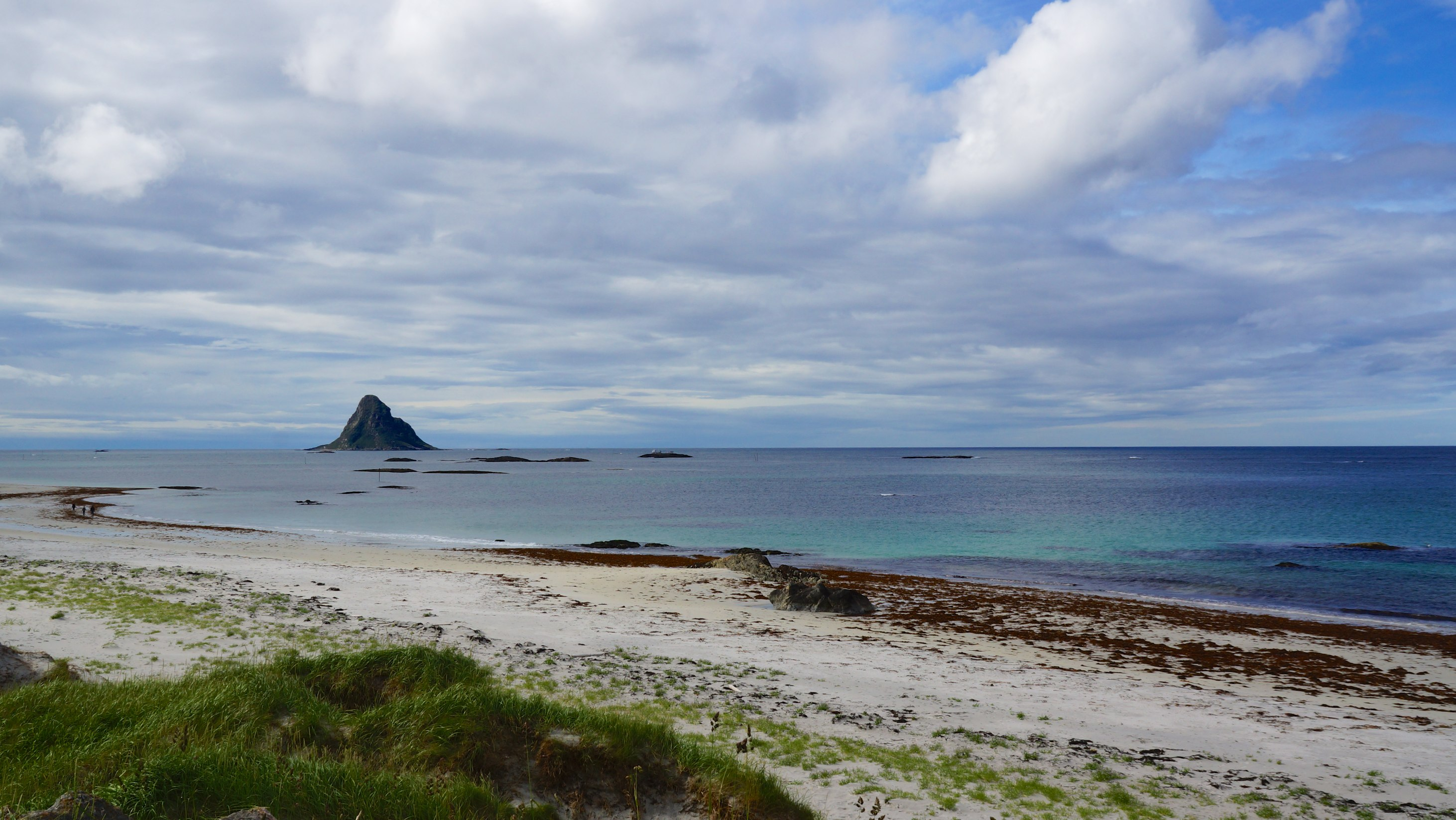
Stranden vid Bleik.